# Magritte du meilleur film flamand
 (février 2025).
Si vous disposez d'ouvrages ou d'articles de référence ou si vous connaissez des sites web de qualité traitant du thème abordé ici, merci de compléter l'article en donnant les références utiles à sa vérifiabilité et en les liant à la section « Notes et références ».
 (février 2025).
Le Magritte du meilleur film flamand est une récompense décernée depuis 2012 par l'Académie André Delvaux, laquelle décerne également tous les autres Magritte du cinéma.
De 2012 à 2014, le Magritte du meilleur film flamand en coproduction récompensait le meilleur film flamand avec une coproduction minoritaire de la Belgique francophone. Depuis 2015, l'exigence d'une participation de la Belgique francophone dans la production des films nommés fut abandonnée.

## Critères d'admission
D'après l'article 11, C) du règlement des Magritte, sont admis à concourir pour le « Magritte du Meilleur film flamand », tous les films de long métrage majoritaires flamands, qu’il s’agisse de fiction ou d’animation. Ils doivent être sortis en salle entre le 16 octobre de la deuxième année précédant la cérémonie et le 15 octobre de l'année précédant la cérémonie, et avoir fait l’objet d’une exploitation commerciale pendant au moins une semaine à raison d’au minimum une séance quotidienne dans au moins une salle de cinéma située en Belgique. En dérogation à cette exigence d'une séance quotidienne minimum, le Conseil d'Administration de l'ASBL peut rendre éligible des films ayant fait l'objet d'une exploitation commerciale en Belgique dans la période d'éligibilité fixée, à condition qu'un minimum de 7 séances ait bien été atteint.
L'article 17 précise que le Magritte du Meilleur film flamand est remis au(x) réalisateur(s) du film concerné.

## Palmarès

### Années 2010
| Année | Titre du film (titre français) | Titre original (si différent) | Réalisateur(s)                     |
| ----- | ------------------------------ | ----------------------------- | ---------------------------------- |
| 2012  | Tête de bœuf                   | Rundskop                      | Michaël R. Roskam                  |
| 2012  | Hasta la vista                 | Hasta la vista                | Geoffrey Enthoven                  |
| 2012  | Pulsar                         | Pulsar                        | Alex Stockman                      |
| 2012  | Smoorverliefd                  | Smoorverliefd                 | Hilde Van Mieghem                  |
| 2012  | Soudain, le 22 mai             | 22 mei                        | Koen Mortier                       |
| 2013  | À tout jamais                  | Tot altijd                    | Nic Balthazar                      |
| 2013  | Le Cochon de Madonna           | Het varken van Madonna        | Frank Van Passel                   |
| 2013  | Little black spiders           | Little black spiders          | Patrice Toye                       |
| 2014  | Kid                            | Kid                           | Fien Troch                         |
| 2014  | Brasserie romantique           | Brasserie Romantiek           | Joël Vanhoebrouck                  |
| 2014  | La Cinquième Saison            | La Cinquième Saison           | Peter Brosens et Jessica Woodworth |
| 2015  | Marina                         | Marina                        | Stijn Coninx                       |
| 2015  | I'm the Same, I'm an Other     | I'm the Same, I'm an Other    | Caroline Strubbe                   |
| 2015  | Labyrinthus                    | Labyrinthus                   | Douglas Boswell                    |
| 2015  | Welcome Home                   | Welcome Home                  | Tom Heene                          |
| 2016  | Les Ardennes                   | D'Ardennen                    | Robin Pront                        |
| 2016  | Brabançonne                    | Brabançonne                   | Vincent Bal                        |
| 2016  | Cafard                         | Cafard                        | Jan Bultheel                       |
| 2016  | Waste Land                     | Waste Land                    | Pieter Van Hees                    |
| 2017  | Belgica                        | Belgica                       | Felix Van Groeningen               |
| 2017  | Black                          | Black                         | Adil El Arbi et Bilall Fallah      |
| 2017  | Problemski Hotel               | Problemski Hotel              | Manu Riche                         |
| 2017  | The Land of the Enlightened    | The Land of the Enlightened   | Pieter-Jan De Pue                  |
| 2018  | Home                           | Home                          | Fien Troch                         |
| 2018  | Cargo                          | Cargo                         | Gilles Coulier                     |
| 2018  | King of the Belgians           | King of the Belgians          | Peter Brosens et Jessica Woodworth |
| 2018  | Le Fidèle                      | Le Fidèle                     | Michaël R. Roskam                  |
| 2019  | Girl                           | Girl                          | Lukas Dhont                        |
| 2019  | Ne tirez pas                   | Niet schieten                 | Stijn Coninx                       |
| 2019  | Patser                         | Patser                        | Adil El Arbi et Bilall Fallah      |
| 2019  | Un ange                        | Un ange                       | Koen Mortier                       |

### Années 2020
| Année         | Titre du film (titre français) | Titre original (si différent) | Réalisateur(s)                                  |
| ------------- | ------------------------------ | ----------------------------- | ----------------------------------------------- |
| 2020          | De Patrick                     | De Patrick                    | Tim Mielants                                    |
| 2020          | Bastaard                       | Bastaard                      | Mathieu Mortelmans                              |
| 2020          | Binti                          | Binti                         | Frederike Migom                                 |
| 2020          | Cleo                           | Cleo                          | Eva Cools                                       |
| 2022          | La Civil                       | La Civil                      | Teodora Ana Mihai                               |
| 2022          | The Barefoot Emperor           | The Barefoot Emperor          | Peter Brosens et Jessica Woodworth              |
| 2022          | Dealer                         | Dealer                        | Jeroen Perceval                                 |
| 2022          | Rookie                         | Rookie                        | Lieven Van Baelen                               |
| 2023          | Close                          | Close                         | Lukas Dhont                                     |
| 2023          | Les Huit Montagnes             | Le otto montagne              | Felix Van Groeningen et Charlotte Vandermeersch |
| 2023          | Nowhere                        | Nowhere                       | Peter Monsaert                                  |
| 2023          | Rebel                          | Rebel                         | Adil El Arbi et Bilall Fallah                   |
| 2024          | Débâcle                        | Débâcle                       | Veerle Baetens                                  |
| 2024          | Holly                          | Holly                         | Fien Troch                                      |
| 2024          | Luka                           | Luka                          | Jessica Woodworth                               |
| 2024          | Wil                            | Wil                           | Tim Mielants                                    |
| 2025          |                                |                               |                                                 |
| Here          | Here                           | Bas Devos                     |                                                 |
| Julie se tait | Julie zwijgt                   | Leonardo Van Dijl             |                                                 |
| Skunk         | Skunk                          | Koen Mortier                  |                                                 |
| Young Hearts  | Young Hearts                   | Anthony Schatteman (nl)       |                                                 |

## Récompenses et nominations multiples
Deux récompenses :
- Fien Troch : récompensée en 2014 pour Kid et en 2018 pour Home.
- Lukas Dhont : récompensé en 2019 pour Girl et en 2023 pour Close

Une récompense et une nomination :
- Michaël R. Roskam : récompensé en 2012 pour Tête de bœuf et nommé en 2018 pour Le Fidèle.
- Stijn Coninx : récompensé en 2012 pour Marina et nommé en 2019 pour Ne tirez pas.
- Felix Van Groeningen : récompensé en 2017 pour Belgica et nommé en 2023 pour Les Huit Montagnes (avec Charlotte Vandermeersch).

Trois nominations :
- Peter Brosens et Jessica Woodworth : pour La Cinquième Saison en 2014, pour King of the Belgians en 2018 et pour The Barefoot Emperor en 2022.
- Adil El Arbi et Bilall Fallah : pour Black en 2017, pour Patser en 2019 et pour Rebel en 2023.

Deux nominations :
- Koen Mortier : pour Soudain, le 22 mai en 2012 et pour Un ange en 2019.